# H.E.A.T
HEAT – szwedzka grupa hardrockowa, która powstała w Upplands Väsby w 2007 roku w wyniku połączenia dwóch wcześniejszych zespołów: Dream (w składzie: Jona Tee, Dave Dalone, Kenny Leckremo) i Trading Fate (Don Crash, Jimmy Jay, Eric Rivers). Ciężkie brzmienie zespołu, któremu obecnie przewodzi Erik Grönwall, było w dużym stopniu inspirowane wcześniejszymi zespołami rockowymi, takimi jak Whitesnake, a HEAT wspierał takie akty muzyczne, jak Scorpions. Od jesieni 2015 r. do lata 2017 r. grupa koncentrowała się całkowicie na pisaniu i nagrywaniu piosenek. Ich szósty album, Into the Great Unknown, został wydany we wrześniu 2017 roku za pośrednictwem earMUSIC. Zespół wydał album H.e.a.t II 21 lutego 2020 roku, wracając do cięższego brzmienia. Album ten został bardzo dobrze przyjęty przez krytyków.

## Historia
Zespół podpisał kontrakt z wytwórnią Petera Stormarego StormVox, a w 2008 roku ukazał się debiutancki album grupy. Drugi album, zatytułowany Freedom Rock, ukazał się w 2010 roku w tej samej wytwórni.
W 2011 roku podpisali kontrakt z GAIN music (Sony), a także zakontraktowali nowy zarząd – Hagenburg.
W 2007 roku supportowali zespół Toto, a w następnym roku – Sabatona i Alice Cooper, ponadto wystąpili na szwedzkim festiwalu rockowym. Zostali też nagrodzeni nagrodą Årets nykomlingar, przyznawaną przez szwedzką stację radiową P4 Dist dla najlepszego nowego artysty roku, zgodnie z głosowaniem słuchaczy.
W 2009 roku zespół zagrał na Melodifestivalen 2009, będącym szwedzkimi kwalifikacjami do corocznego Konkursu Piosenki Eurowizji, przechodząc do finału z piosenką „ 1000 miles ”. Zespół odbył trasę koncertową po Europie, supportując zespół Edguy w styczniu 2009 roku. Wokalista Kenny Leckremo opuścił zespół po koncercie 27 lipca w Gröna Lund. 21 sierpnia HEAT oświadczył, że nowym piosenkarzem został Erik Grönwall, a album Freedom Rock znalazł się w pierwszej 10 najlepszych albumów AOR / Melodic Rock z 2010 roku według magazynu Classic Rock Magazine.
HEAT wydał trzeci album studyjny Address the Nation 28 marca 2012. Pierwszym singlem z albumu był utwór „Living On The Run”. Był to pierwszy album z nowym piosenkarzem Grönwallem i w klasyfikacjach na wielu portalach muzycznych znajdował się w najlepszej 10. Album otrzymał również ocenę 98% na Melodicrock.com.
W 2014 r. został wydany długo oczekiwany nowy album – Tearing Down the Walls, a w październiku 2014 r. zespół wystąpił w ostatniej edycji koncertu Firefest w Rock City w Nottingham w Wielkiej Brytanii.
Na początku października 2016 roku gitarzysta Eric Rivers ogłosił odejście z zespołu, a niecałe 2 tygodnie później ogłoszono, że zastąpi go były gitarzysta – Dave Dalone, tym samym powrócił do zespołu po trzech latach.
HEAT wydali piąty album studyjny Into The Great Unknown 20 września 2017 r., będący trzecim albumem z wokalistą Erikiem Grönwallem. W prace nad albumem był zaangażowany ponadto były gitarzysta Dave Dalone, powrócił do zespołu w 2016 roku po odejściu Erica Riversa. Dave Ling z Classic Rock Magazine opublikował następujący cytat w swojej recenzji "Into the Great Unknown": „HEAT właśnie wydali najbardziej kompletny album w swojej karierze. Patrz, jak ich wzrost trwa. ” Grupa wydała album H.e.a.t II 21 lutego 2020 roku, powracając do cięższego brzmienia i bardzo pozytywnych recenzji.

## Członkowie

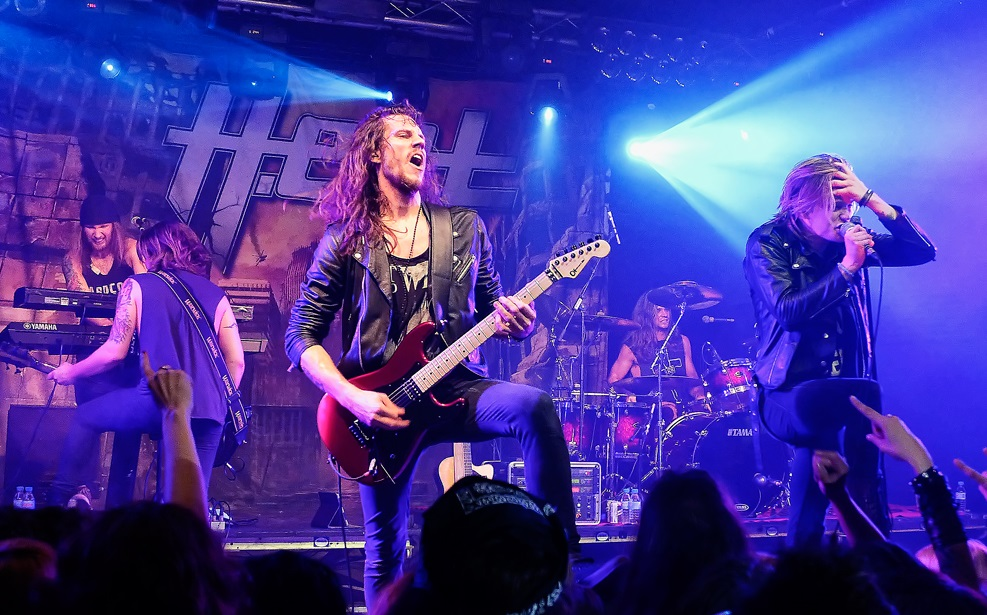
HEAT podczas występu w Madrycie w 2014 roku

### Aktualni członkowie
- Jimmy Jay – gitara basowa (od 2007)
- Jona Tee – keyboard (od 2007)
- Don Crash – perkusja (od 2007)
- Kenny Leckremo – śpiew (2007–2010, od 2020)
- Dave Dalone – gitary (2007–2013, od 2016)

### Byli członkowie
- Eric Rivers (Erik Hammarbäck) – gitary (2007–2016)
- Erik Grönwall – śpiew (2010–2020)

## Dyskografia

### Albumy studyjne
- H.e.a.t (2008)
- Freedom Rock (2010)
- Address the Nation (2012)
- Tearing Down the Walls (2014)
- Into the Great Unknown (2017)
- H.e.a.t II (2020)

### Single
- „1000 miles” (2009)
- „Keep On Dreaming” (2009)
- „Beg, Beg, Beg” (2010)
- „Living on the Run” (2012)
- „Rise” (2019)
- „Come Clean” (2020)
- „Dangerous Ground” (2020)
- „One by one” (2020)

### EP
- Beg, Beg, Beg (2010)
- A Shot at Redemption (2014)

### Albumy na żywo
- Live in London (2015)